# Collón Curá
Collón Curá is een departement in de Argentijnse provincie Neuquén. Het departement (Spaans:  departamento) heeft een oppervlakte van 5.730 km² en telt 4.395 inwoners.

## Plaatsen in departement Collón Curá
- Bajada Colorada
- Piedra del Águila
- San Ignacio
- Sañico
- Santo Tomás
- Villa Pichi Picun Leufu
- Villa Rincon Chico